# Mazaeras distincta
Mazaeras distincta là một loài bướm đêm thuộc phân họ Arctiinae, họ Erebidae.